# Íslenska Ásatrúarfélagið
Íslenska Ásatrúarfélagið (islandese per "Sodalizio islandese dei fedeli agli Asi") è un'organizzazione islandese dell'etenismo, riproposizione moderna della religione germanico-norrena antecedente alla conversione al cristianesimo degli Islandesi avvenuta agli inizi dell'XI secolo.

## Storia
L'organizzazione venne fondata in Islanda nel solstizio d'estate del 1972 e fu riconosciuta ufficialmente dal governo l'anno seguente, soprattutto grazie agli sforzi di Sveinbjörn Beinteinsson. Alla data del 2002 l'organizzazione contava circa 570 aderenti, Ásatrúarmenn ("fedeli agli Asi"), incrementato a 3900 nel 2018. Sempre nel 2018 viene posizionata la prima pietra di costruzione del primo tempio eteno in terra islandese negli ultimi 1000 anni.

## Spiritualità

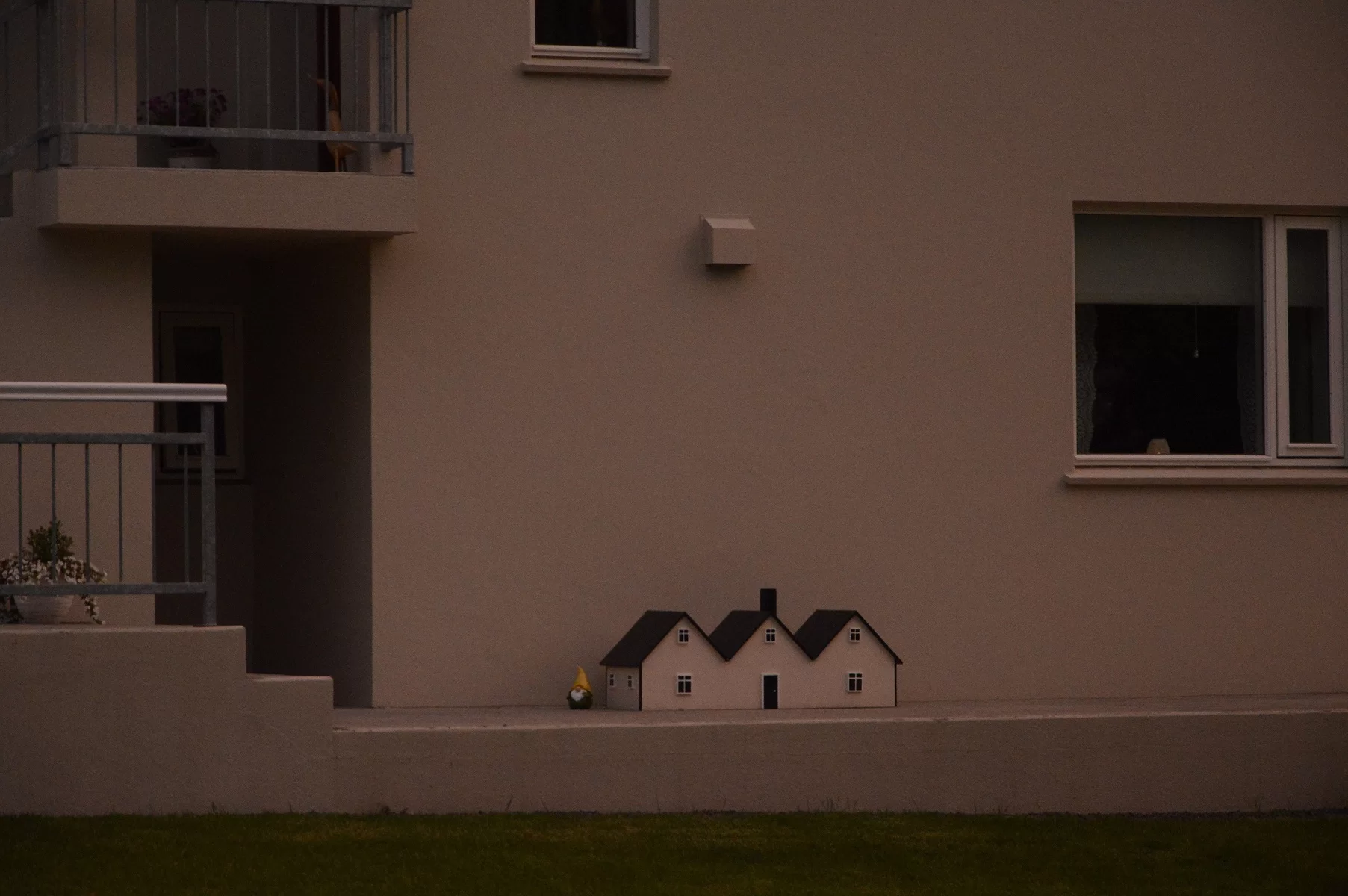
Casette degli Elfi in un cortile, Islanda 2016

(Michael Strmiska, Vor Siður)